# 1898, los últimos de Filipinas
Pour plus de détails, voir Fiche technique et Distribution.
1898, los últimos de Filipinas est un film espagnol réalisé par Salvador Calvo, sorti en 2016.

## Synopsis
1898, pendant la révolution philippine, le 2ème bataillon expéditionnaire dirigé par le capitaine Enrique de las Morenas y Fossí et le lieutenant Martín Cerezo est envoyé de Manille pour reprendre la ville de Baler prise par les insurgés l'année précédente.

## Fiche technique
- Titre : 1898, los últimos de Filipinas
- Réalisation : Salvador Calvo
- Scénario : Alejandro Hernández
- Musique : Roque Baños
- Photographie : Alex Catalán
- Montage : Jaime Colis
- Production : Enrique Cerezo et Pedro Costa (producteurs délégué)
- Société de production : 13 TV, CIPI Cinematografica et Televisión Española
- Pays :  Espagne
- Genre : Drame, historique et guerre
- Durée : 105 minutes
- Date de sortie : 
  - Espagne : 2 décembre 2016

## Distribution
- Luis Tosar : le lieutenant Martín Cerezo
- Javier Gutiérrez Álvarez (VF : Olivier Peissel) : le sergent Jimeno
- Álvaro Cervantes : le soldat Carlos
- Karra Elejalde : frère Carmelo
- Carlos Hipólito : Dr. Vigil
- Ricardo Gómez : le soldat José
- Patrick Criado : le soldat Juan
- Eduard Fernández : le capitaine Enrique de las Morenas
- Miguel Herrán (VF : Fred Colas) : le soldat Carvajal
- Emilio Palacios (VF : Fred Colas) : Moisés
- Alexandra Masangkay : Teresa
- Pedro Casablanc : le lieutenant-colonel Cristóbal Aguilar
- Raymond Bagatsing (VF : Olivier Peissel) : le commandant Luna
- Ciro Miró : Jinete
- Frank Spano : l'émissaire Tagalo

 Source et légende : version française (VF) sur RS Doublage

## Distinctions
Le film a été nommé pour neuf prix Goya et a remporté le prix Goya des meilleurs costumes.